# Bombus lapponicus
Bombus lapponicus (лат.) — вид шмелей из семейства настоящих пчёл.
Ареал распространения — тундры и тайга Евразии на территории стран Скандинавии и России: от Норвегии, Швеции и Финляндии до Чукотки (Россия). Это вообще обычная пчела. Точный ареал этого вида неясен, потому что многие коллекции на самом деле представляют собой другие таксоны шмелей. Охранный статус обозначен как взывающий наименьшие опасения. Питаются на ряде растений.